# Пассер, Арент

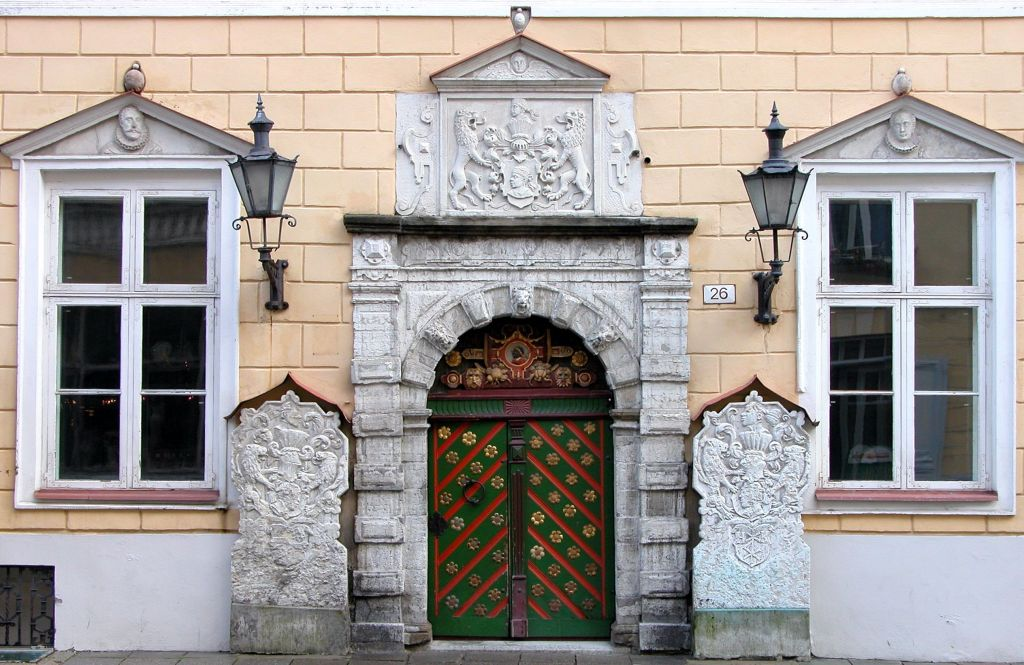
Таллинский дом Черноголовых

Арент Пассер (эст. Arent Passer; 1560, Гаага — 1637, Ревель) — скульптор и архитектор голландского происхождения. Родился в Гааге и работал в Ревеле с 1589 года до смерти. Арент Пассер похоронен в церкви Святого Олафа в Таллине. Выразитель ренессансных тенденций на эстонской почве. В своих произведениях, сочетающих исполненные в высоком рельефе фигуры с пышным полихромным орнаментом опирался на традиции нидерландского маньеризма.

## Биография
Арент Пассер родился в Гааге в 1560 году.
В 1589 году он прибыл в Таллинн по рекомендации Иоанна III . Его первая работа в Таллинне — создание гробницы Понта де ла Гарди и его жены.
Затем с 1599 года был главой каменщиков в Гильдии Олевисте и мастер-строителем города. Работал в основном в Таллине (1589—1637) и Хаапсалу (1626—1628).
С 1626 по 1628 годы служил консультантом у Якоба Делагарди в Хаапсалу при восстановлении Замка Хаапсалу.
Скончался в 1637 году в Таллинне, похоронен в Церкви Святого Олафа .

## Важнейшие работы

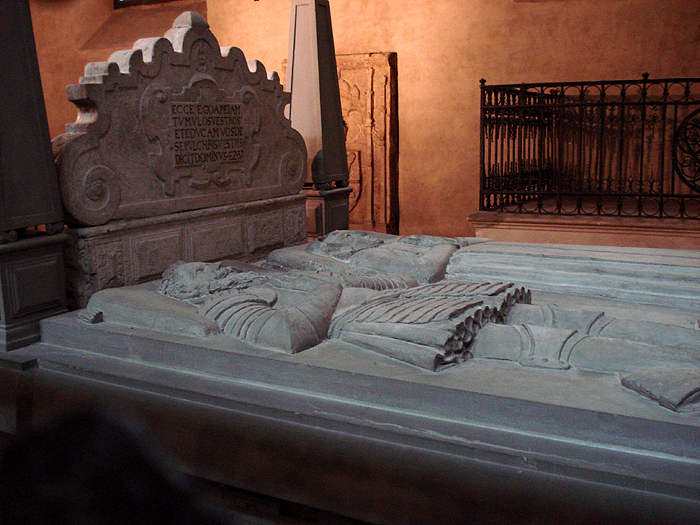
Надгробие Эвента Хорна в Турку

- Надгробная скульптура на саркофаге Понтуса Делагарди и его жены Софии Юлленъельм в Домском соборе (1595)
- Перестройка фасада Таллинского дома Черноголовых (1597—1600)
- Фасад дома Делагарди на улице Виру
- Надгробная скульптура на саркофаге Эвента Хорна и его жены Маргариты Финке в Кафедральный собор Турку в Финляндии.
- Другие надгробные скульптуры в Домском соборе — Caspar von Tiesenhausen (1591); Kaarle Henrikinpoika Horn, lord of Kankainen; Otto Yxkull (1601), lord of Vigala and Kiltsi; Richard Rosenkrantz (1623) и Thomas Ramm (1632)